# Marko Kopljar
Cet article concerne le handballeur international croate Marko Kopljar. Pour le handballeur international belge, voir Ivan Kopljar.
Marko Kopljar, né à Požega en Croatie alors en Yougoslavie, le 12 février 1986 est un joueur croate de handball. Il mesure 2,10 m et pèse 108 kg. Il joue au poste d'arrière droit en Équipe de Croatie et dans le club allemand du Füchse Berlin.

## Biographie
Sa carrière professionnelle commence au RK Medveščak Zagreb. Il joue pour la première fois au niveau international dans la Coupe des Coupes (C2) en 2004/05, une coupe au niveau européen qui rassemble de nombreuses grandes équipes. En 2005/06, il participe à la Coupe Challenge (C4). En 2006/07, il participe de nouveau à la Coupe des Coupes et marque au total 3 buts. 
En 2007, il rejoint le grand club croate du RK Zagreb. De la saison 2007/08 à la saison 2011/12, il participe à la Ligue des Champions. Lors des différentes éditions, Zagreb est éliminé au poules en 2007/08, va jusqu'en quart en 2008/09, est éliminé en 16e de finale lors des saisons 2009/10 et 2010/11 et va jusqu'en 1/4 de finale en 2011/12. Au cours de ces compétitions, Marko Kopljar marque respectivement 2, 2, 16, 35 et 67 buts. Au cours de ces 5 saisons au RK Zagreb, il réalise 5 doublés coupe-championnat de Croatie.
Le 28 juin 2012, il est officiellement engagé pour trois saisons avec le Paris Saint-Germain Handball fraichement racheté par Qatar Investment Authority.
Le 27 avril 2013, son club, le Paris Saint-Germain Handball, est officiellement champion de France après sa victoire face à Cesson (27-32). À l'issue de la saison, il est élu meilleur arrière droit du Championnat de France. La saison suivante est plutôt décevante pour Kopljar et le PSG qui doivent attendre son dernier match de l'année pour remporter un trophée, la Coupe de France et sauver sa saison.
Après trois saisons au PSG ponctuées de deux titres de Champion de France et deux Coupes de France, Kopljar rejoint en 2015 le FC Barcelone puis en 2016 le Veszprém KSE et enfin en 2017 le Füchse Berlin.

### Carrière en équipe nationale

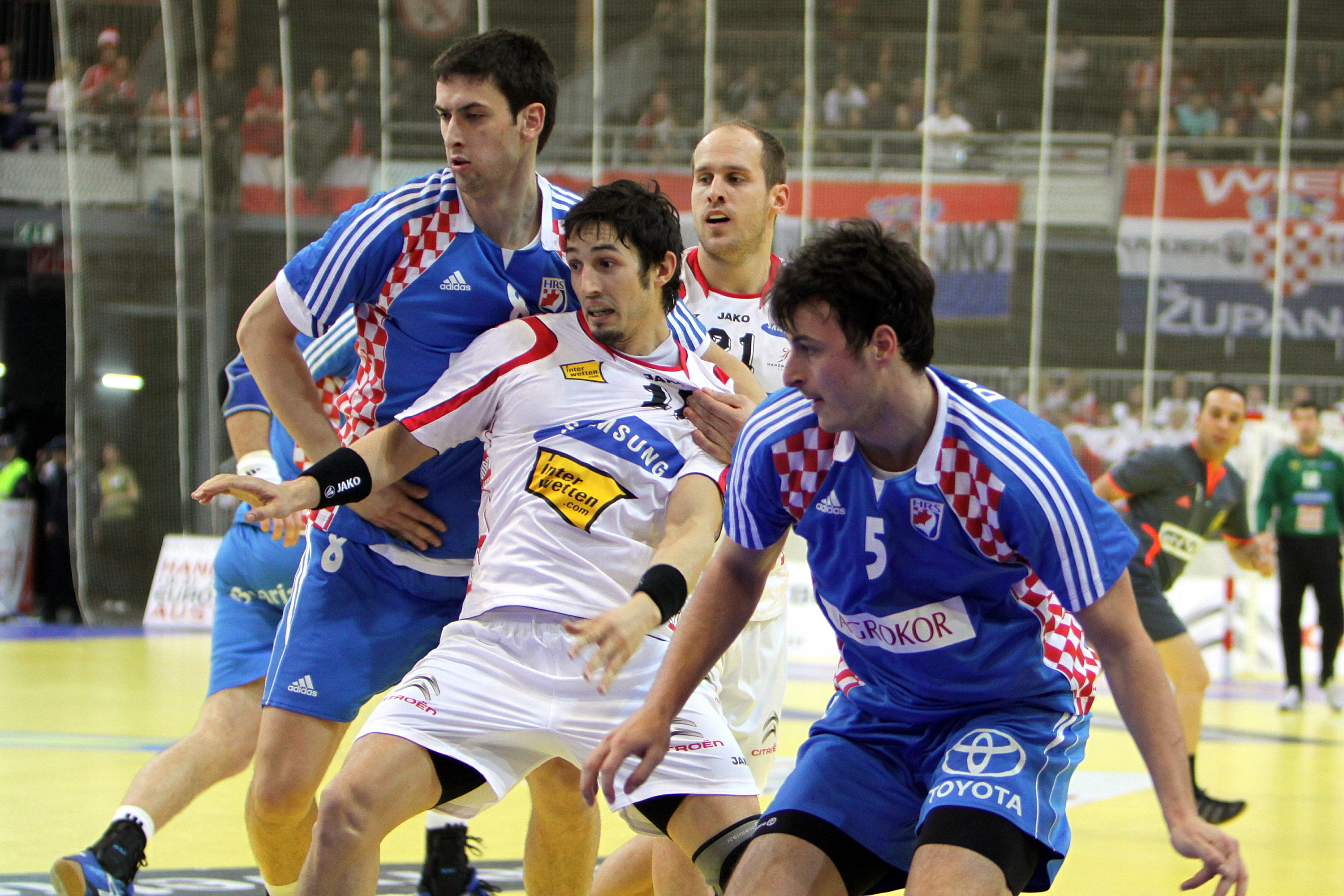
Marko Kopljar sous le maillot croate lors d'un match contre l'Autriche (no 8 à l'arrière-plan).

Marko Kopljar est sélectionné avec l'équipe de Croatie pour la première fois en 2008. Il est vice champion du Monde en 2009, la Croatie est battue en finale par la France (19-24). Marko Kopljar est également vice champion d'Europe en 2010, la Croatie est une nouvelle fois battue par la France en finale, cette fois sur le score de 21 à 25. 

## Palmarès

### En club
Compétitions internationales
- Vainqueur de la Coupe de l'EHF (C3) (1) : 2018
- Finaliste de la Coupe du monde des clubs (2) : 2017, 2018

Compétitions nationales
- Vainqueur du Championnat de Croatie (5) : 2008, 2009, 2010, 2011, 2012
- Vainqueur de la Coupe de Croatie (5) : 2008, 2009, 2010, 2011, 2012
- Vainqueur du Championnat de France (2) : 2013 et 2015
  - Vice-champion en 2014
- Vainqueur de la Coupe de France (2) : 2014, 2015
  - Finaliste en 2013
- Vainqueur du Trophée des champions (1) : 2014-15
- Vainqueur du Championnat d'Espagne (1) : 2016
- Vainqueur de la Coupe d'Espagne (1) : 2016
- Vainqueur de la Coupe ASOBAL (1) : 2016
- Vainqueur de la Supercoupe d'Espagne (1) : 2015-16
- Vainqueur du Championnat de Hongrie (1) : 2017
- Vainqueur de la Coupe de Hongrie (1) : 2017

### En équipe de Croatie
Jeux olympiques
- Médaille de bronze aux jeux olympiques de 2012 à Londres,  Royaume-Uni
- 5e place aux jeux olympiques de 2016 à Rio de Janeiro,  Brésil

Championnats du monde
- Médaille d'argent au Championnat du monde 2009 en  Croatie
- 5e place au Championnat du monde 2011 en  Suède
- Médaille de bronze au Championnat du monde 2013 en  Espagne
- 6e place au Championnat du monde 2015 au  Qatar

Championnats d'Europe
- Médaille d'argent au Championnat d'Europe 2010,  Autriche
- Médaille de bronze au Championnat d'Europe 2012,  Serbie
- 4e place au Championnat d'Europe 2014,  Danemark
- Médaille de bronze au Championnat d'Europe 2016,  Pologne
- 5e place au Championnat d'Europe 2018,  Croatie

### Distinctions personnelles
- Élu meilleur arrière droit du Championnat d'Europe 2012[5],[6]

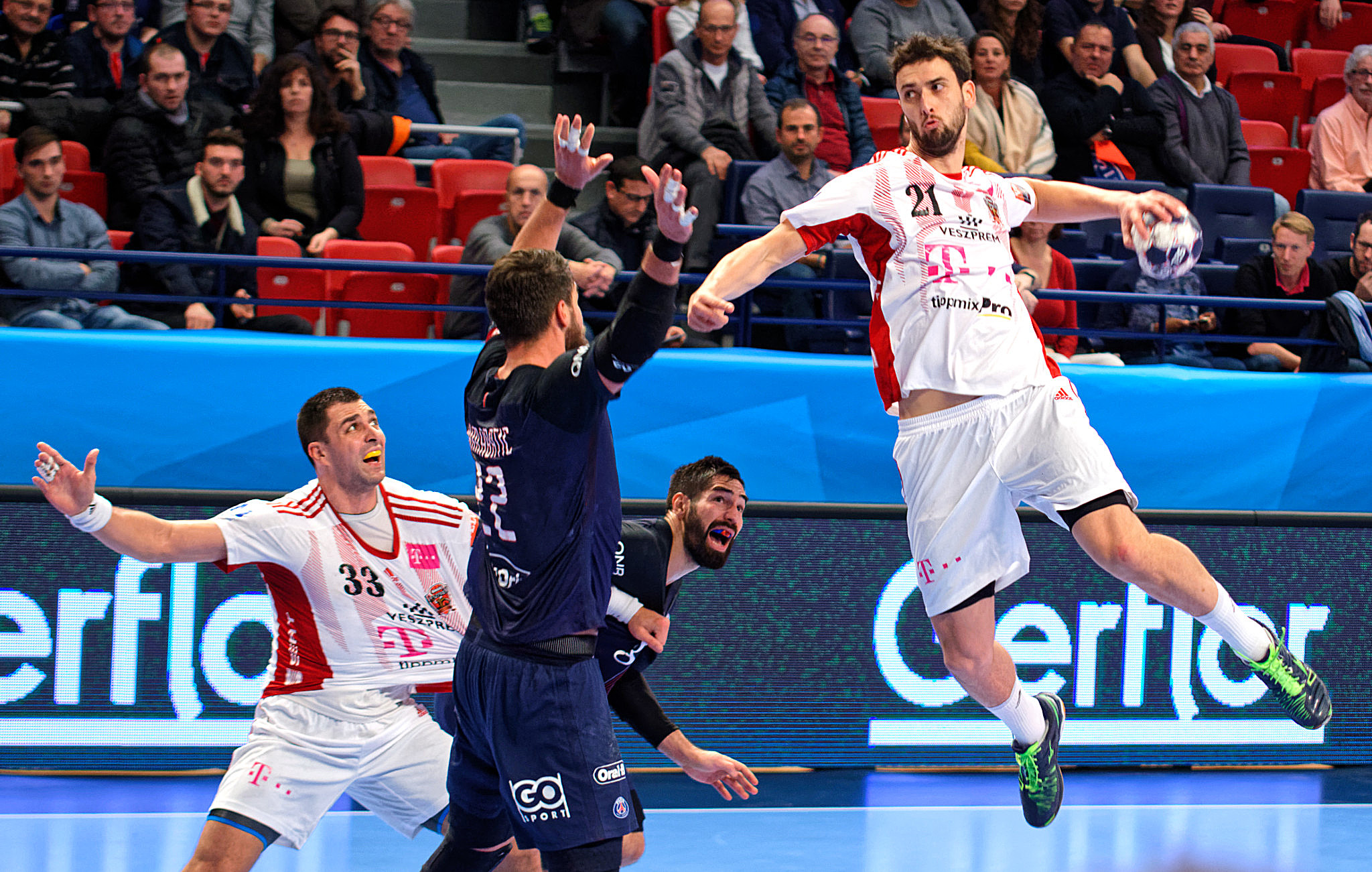
Rencontre de phase de groupe entre le PSG et Veszprem; À Coubertin, le 27 novembre 2016.

- Élu meilleur arrière droit du Championnat de France 2012-2013[3]